# Григорян Артур Размікович
Арту́р Размі́кович Григоря́н (вірм. Արթուր Գրիգորյան; узб. Artur Grigoryan; 20 жовтня 1967, Ташкент, Узбецька Радянська Соціалістична Республіка) — узбецький професійний боксер вірменського походження, призер чемпіонату світу серед аматорів, учасник Олімпійських ігор, чемпіон світу за версією WBO (1996—2004) в легкій вазі. Переміг 18 бійців за титул чемпіона світу.

## Аматорська кар'єра
Артур народився в Ташкенті в сім'ї вірмен-переселенців з Нагірного Карабаху. Боксом почав займатися з 11 років.
1990 року Григорян став учасником Ігор доброї волі в Сіетлі, на яких переміг в легкій вазі, здолавши між інших суперників майбутнього чемпіона світу серед професіоналів Шейна Мозлі (США) і чемпіона світу серед аматорів (1989) Хуліо Гонсалеса (Куба).

### Чемпіонат світу 1991
- В 1/16 переміг Хуана Карлоса Саїса (Іспанія) — 26-18
- В 1/8 переміг Хуліо Гонсалеса (Куба) — 15-12
- В 1/4 переміг Хон Сон Сик (Південна Корея)— 19-7
- В півфіналі переміг Джастіна Ровселла (Австралія) — 21-15
- У фіналі програв Марко Рудольфу (Німеччина) — 14-19

### Олімпійські ігри 1992
На Олімпіаді 1992 Григорян виступив в складі Об'єднаної команди.
- В першому раунді змагань переміг Оскара Паломіно (Іспанія), а в другому програв Хон Сон Сик (Південна Корея)— 3-9.

## Професіональна кар'єра
1994 року Григорян розпочав співпрацю з професійною промоутерською організацією  «Universum Box-Promotion», тренуючись у Фріца Здунека. 10 квітня 1994 року дебютував на професійному рингу.
13 квітня 1996 року Григорян зустрівся з пуерторіканцем Антоніо Рівера в бою за вакантний титул WBO в легкій вазі і нокаутував суперника в 12 раунді. В подальшому Григорян 17 разів захищав титул чемпіона світу WBO в легкій вазі, утримуючи його 7 років 6 місяців 20 днів.
3 січня 2004 року Григорян втратив титул, програвши Аселіно Фрейтасу (Бразилія) одностайним рішенням суддів. 2009 року після п'ятирічної перерви провів останній бій в кар'єрі.

## Особисте життя
Григорян разом із сім'єю постійно мешкає в Гамбурзі.
1993 року закінчив Узбецький державний інститут фізичної культури в Ташкенті. Після завершення кар'єри працює тренером в «Universum Box-Promotion».